# Crypte Show
Crypte Show (Tales from the Cryptkeeper) est une série télévisée d'animation américano-franco-canadienne en 39 épisodes de 26 minutes, créée par Jeffrey Hause et diffusée entre le 18 septembre 1993 et le 10 septembre 1994 sur le réseau ABC, puis du 13 septembre au 6 décembre 1997 sur le réseau CBS.
En France, la série a été diffusée à partir du 4 juillet 1994 sur Canal+, puis à partir du 6 septembre 1995 sur M6, en Belgique sur Club RTL et au Québec sur Télétoon.
 France 
 Canal+ (saison 1) 
 M6 (saison 2-3) 
  Belgique 
 Club RTL 
  Québec 
 Télétoon (saison 3)

## Doublage
- Julien Kramer : le gardien de la crypte, des squelettes (ép.13).
- Olivier Korol : Rick (ép.2), Darryl Clegman (ép.3), Eddy (ép.4b), Rex Reavis (ép.8), Kenny Seldon dit le Boss (ép.10), Ben (ép.13), Buddy (ép.14), Jimmy (ép.16a), Éric (ép.19), Wendell (ép.20), Horace (ép.22), Ben (ép.26).
- Marie-Eugénie Maréchal : Mélanie (ép.9), Mildred (ép.17).
- Jane Val : la gentille vendeuse (ép.16a), la prof de biologie (ép.21), la mère d'Eddy et d'Horace (ép. 22), la tante de Jérémy (ép.23).
- Donald Reignoux : Craig Morane (ép.5), Jeff Noran dit Rocking Chair et le frère de Lewis (ép.10), Sébastien (ép.11), la Gratouille (ép.12).
- Christophe Lemoine : Teddy (ép.2), Randy (ép.4a), Lewis (ép.10), Arnold (ép.11), Peter (ép.12), Vince (ép.14), Simon (ép.15b).
- Patricia Legrand : Jenny Lawson (ép.3), Naomie (ép.11), Double 6 et Cathy (ép.12), Sally (ép.15b), Eddy (ép.22), Jérémy (ép.23).
- Patrick Préjean : Chuck (ép.6).
- Christian Pélissier: l'homme préhistorique et un ouvrier (ép.7), un policier (ép.8), Eugène (ép.9).
- Denis Laustriat : Melvin (ép.6) + voix additionnelles.
- Érik Colin : M. Felix Purdy (ép. 3)

## Synopsis
Cette série est une version animée des Contes de la crypte, destinée aux enfants. Le narrateur, le gardien de la crypte, raconte aux spectateurs des histoires d'horreur contenant chacune une leçon de morale, parfois énoncée par lui-même.
Dans la saison 1, le gardien de la crypte conte l'histoire en solo, dans différents lieux (sous-sol, salle de bain, salle de sport, chambre...) de son manoir, la nuit. Il apparaît furtivement dans les épisodes sous forme de caméos (dans l'épisode "Un pique-nique assez fourmilière", il fait une apparition sur une pièce de monnaie; il porte un chapeau et une barbe qui le fait ressembler à Abraham Lincoln, dans l'épisode "Frissons garantis", il fait une apparition sur une boîte d'allumette, il apparaît à la fin de l'épisode "Un drôle d'asticot", tenant une boîte de conserve contenant l'oncle du héros, etc).
Dans la saison 2, la vieille sorcière et la sentinelle sont des rivaux en commun qui cherchent à voler la place de gardien de la crypte, afin de conter l'histoire. À la fin de chaque épisode, le rival ou les deux rivaux, selon l'épisode, est/sont neutralisé(s) par le gardien de la crypte et leurs plans se retournent contre eux. Contrairement à la saison 1, les épisodes se déroulent dans des endroits différents du manoir du gardien de la crypte, généralement en lien avec l'histoire qui va être contée, alors qu'il tente d'échapper à ses rivaux. Bien que le manoir reste un lieu récurrent, l'histoire peut débuter sur une route, sur une plage, dans la rue, dans un cimetière, dans une ville fantôme (Western), dans une salle de sport, dans un opéra, dans un potager, etc.
Dans la saison 3, le gardien de la crypte peut surgir dans l'histoire et faire une intervention sur le personnage de l'histoire. Le style d'animation du gardien de la crypte et des autres personnages est moins réaliste que dans les deux saisons précédentes.

## Épisodes
Saison 1
1. Quand le chat n'est pas là
2. Un pique-nique assez fourmilier
3. Frissons garantis
4. a. Un drôle d'asticot - b. À fond la caisse
5. Les oeuvres de cire
6. La bête au bois dormant
7. L'homme qui venait du froid
8. Docteur Jekyll et Mister Wendell
9. Pour le meilleur et le vampire
10. Gare au gorille
11. Une momie peut en cacher une autre
12. Interdiction de s'amuser
13. Le vaisseau fantôme

Saison 2
14. Tel est pris qui croyait prendre
15. a. Un monstre peut en cacher un autre - b. Des araignées et des hommes
16. a. L'ombre de la vengeance - b. L'aventurier de la méduse perdue
17. La petite fille au nounours
18. Docteur Brankeinstein
19. Les morts ne savent pas sauter
20. Une drôle de mine
21. La fiancée était en vert
22. Une troll d'histoire
23. Oncle Harry et la démentielle demeure du démon démoniaque
24. La nuit du chasseur
25. Chuck et Melvin au pays des fayots géants 
26. L'express de Transylvanie 

## Panorama des saisons
| Saisons | Saisons | Épisodes | États-Unis        | États-Unis       | France           | France          |
| Saisons | Saisons | Épisodes | Début de saison   | Fin de saison    | Début de saison  | Fin de saison   |
| ------- | ------- | -------- | ----------------- | ---------------- | ---------------- | --------------- |
|         | 1       | 13       | 18 septembre 1993 | 18 décembre 1995 | 4 juillet 1994   | 20 juillet 1994 |
|         | 2       | 13       | 10 septembre 1994 | 12 décembre 1994 | 13 décembre 1995 | 13 mars 1996    |
|         | 3       | 13       | 11 septembre 1999 | 4 décembre 1999  | 5 septembre 2000 | 25 février 2000 |

### Première saison (1993)
| №  | #  | Titre français                      | Titre original                     | Publication originale | Diffusion française Canal + |
| -- | -- | ----------------------------------- | ---------------------------------- | --------------------- | --------------------------- |
| 1  | 1  | Quand le chat n'est pas là          | While the Cat's Away               | 18 septembre 1993     | 4 juillet 1994              |
| 2  | 2  | Un pique-nique assez fourmilière    | Nature                             | 25 septembre 1993     | 5 juillet 1994              |
| 3  | 3  | Frissons garantis                   | Pleasant Screams                   | 2 octobre 1993        | 6 juillet 1994              |
| 4  | 4  | Un drôle d'asticot À fond la caisse | Gone Fishing A Little Body of Work | 9 octobre 1993        | 7 juillet 1994              |
| 5  | 5  | À moi, cire, deux mots              | The Works, In Wax                  | 16 octobre 1993       | 11 juillet 1994             |
| 6  | 6  | La bête au bois dormant             | The Sleeping Beauty                | 23 octobre 1993       | 8 juillet 1994              |
| 7  | 7  | L'homme qui venait du froid         | Cave Man                           | 30 octobre 1993       | 12 juillet 1994             |
| 8  | 8  | Dr Jekyll et Mr Wendell             | Hyde and Go Shriek                 | 6 novembre 1993       | 13 juillet 1994             |
| 9  | 9  | Pour le meilleur et le vampire      | Fare Tonight                       | 13 novembre 1993      | 14 juillet 1994             |
| 10 | 10 | Gare au gorille                     | Gorilla's Paw                      | 20 novembre 1993      | 15 juillet 1994             |
| 11 | 11 | Une momie peut en cacher une autre  | This Wraps It Up                   | 4 décembre 1993       | 18 juillet 1994             |
| 12 | 12 | Interdiction de s'amuser            | Grounds for Horror                 | 11 décember 1993      | 19 juillet 1994             |
| 13 | 13 | Le vaisseau fantôme                 | Ghost Ship                         | 18 décember 1993      | 20 juillet 1994             |

### Deuxième saison (1994)
| №  | #  | Titre français                                                 | Titre original                                  | Publication originale | Diffusion française Canal + |
| -- | -- | -------------------------------------------------------------- | ----------------------------------------------- | --------------------- | --------------------------- |
| 14 | 1  | Tel est pris qui croyait prendre                               | Game Over                                       | 10 septembre 1994     | 13 décembre 1995            |
| 15 | 2  | Un monstre peut en cacher un autre Des araignées et des hommes | Cold Blood, Warm Heart The Spider and the Flies | 17 septembre 1994     |                             |
| 16 | 3  | L'ombre de la vengeance L'aventurier de la méduse perdue       | The Avenging Phantom Myth Conceptions           | 24 septembre 1994     |                             |
| 17 | 4  | La petite fille au nounours                                    | The Weeping Woman                               | 1er octobre 1994      |                             |
| 18 | 5  | Docteur Brankenstein                                           | All the gory details                            | 8 octobre 1994        |                             |
| 19 | 6  | Les morts ne savent pas sauter                                 | Dead Men Don't Jump                             | 15 octobre 1994       |                             |
| 20 | 7  | Une drôle de mine                                              | The Haunted Mine                                | 22 octobre 1994       |                             |
| 21 | 8  | La fiancée était en vert                                       | Growing Pains                                   | 29 octobre 1994       |                             |
| 22 | 9  | Une troll d'histoire                                           | The Brothers Gruff                              | 5 novembre 1994       |                             |
| 23 | 10 | Harry et la démentielle demeure du démon démoniaque            | Uncle Harry's Horrible House of Horrors         | 12 novembre 1994      |                             |
| 24 | 11 | La nuit du chasseur                                            | Hunted                                          | 19 novembre 1994      |                             |
| 25 | 12 | Chuck et Melvin au pays des fayots géants                      | Chuck (and Melvin) and the Beanstalker          | 3 décembre 1994       |                             |
| 26 | 13 | L'express de Transylvanie                                      | Transylvania Express                            | 12 décembre 1994      |                             |

### Troisième saison (1999)
1. La Charlène n'est pas prêteuse (Sharon Sharalike)
2. L'ami rêvé (Imaginary Friend)
3. Le spectre de la pollution (Waste Not, Haunt Not)
4. Science et... catastrophe (Unpopular Mechanics)
5. L'esprit de compétition (Competitive Spirit)
6. Panique au grand magasin (Trouble in Store)
7. Jamais trop belle (So Very Attractive)
8. Dessine-moi un bouffon (Drawn & Quartered)
9. Une lecture captivante (All Booked Up)
10. Dîner en ville (Town Gathering)
11. Téléphone (It's for You)
12. C'est le monstre qui a dévoré mes devoirs (A Monster Ate My Homework)
13. Pas cool, le cours (Too Cool for School)